# Брековац
Брековац (алб. Brekoc) је насељено место у општини Ђаковица, на Косову и Метохији. Према попису становништва из 2011. у насељу је живело 2.948 становника.

## Становништво
Према попису из 2011. године, Брековац има следећи етнички састав становништва:
| Националност       | 2011.          |
| Албанци            | 2.167 (73,51%) |
| Египћани           | 430 (14,59%)   |
| Роми               | 205 (6,95%)    |
| Ашкалије           | 134 (4,55%)    |
| Бошњаци            | 1 (0,03%)      |
| други и недоступно | 11 (0,37%)     |
| Укупно             | 2.948          |

| Демографија | Демографија | Демографија |
| Година      | Становника  | Становника  |
| ----------- | ----------- | ----------- |
| 1948.       | 209         |             |
| 1953.       | 449         |             |
| 1961.       | 597         |             |
| 1971.       | 1.156       |             |
| 1981.       | 841         |             |
| 1991.       | 1.224       |             |
| 2011.       | 2.948       |             |